# Mouchette – den våldtagna
Mouchette – den våldtagna (franska: Mouchette, "liten fluga") är en fransk dramafilm från 1967 i regi av Robert Bresson och med Nadine Nortier i huvudrollen. Med avskalat filmspråk följer den en 14-årig flicka på den franska landsbygden när hon utsätts för en rad motgångar och förnedrande handlingar. Förlaga är romanen Historien om Mouchette av Georges Bernanos.

## Medverkande
- Nadine Nortier – Mouchette, 14 år
- Jean-Claude Guilbert – Arsène, tjuvskytt
- Marie Cardinal – Mouchettes mor
- Paul Hébert – Mouchettes far
- Jean Vimenet – Mathieu, skogvaktare
- Marie Susini – Mathieus hustru
- Liliane Princet – läraren
- Raymonde Chabrun – specerihandlaren
- Suzanne Huguenin – den gamla kvinnan som ska svepa Mouchettes döda mor
- Marine Trîchet – Louisa, flickan på baren Chez Fernand
- Robert Bresson – en passerande på nöjesfältet

## Tillkomst

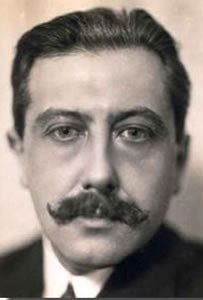
Georges Bernanos.

Filmen bygger på romanen Historien om Mouchette av Georges Bernanos. Bresson hade tidigare gjort Bernanosfilmatiseringen Prästmans dagbok med premiär 1951. Bernanos skrev Historien om Mouchette, som gavs ut 1937, som en reaktion på de grymheter han bevittnade under spanska inbördeskriget. En förändring gentemot förlagan är att handlingen har dragits ut från 24 timmar i boken till fem dagar i filmen.
Mouchette producerades av Argos Films och Parc Film i Paris. Inspelningen ägde rum i Vaucluse från 12 september till 17 november 1966. Som vanligt i Bressons filmer var skådespelarna amatörer.

## Visningar
Filmen hade urpremiär i Paris den 15 mars 1967. Den tävlade vid filmfestivalen i Cannes 1967. Sverigepremiären ägde rum den 2 oktober samma år.

## Mottagande
I Cannes mottog filmen det katolska OCIC-priset. Den tilldelades Franska filmkritikerförbundets pris för årets bästa franska film, i ett delat pris med Luis Buñuels Belle de jour – dagfjärilen.